# Éclipse solaire du 19 avril 2004
L'éclipse solaire du 19 avril 2004 est une éclipse solaire partielle, la 1re éclipse partielle du XXIe siècle.
Elle eut lieu, il y a : 20 ans, 10 mois et 17 jours.

## Visibilité

Animation de l'éclipse du 19 avril 2004.

Elle a été visible sur la côte nord de l'Antarctique, dans le sud de l'Océan Atlantique et dans le sud de l'Afrique, avec une éclipse partielle de 51% à Le Cap.